# Горлаг
Горла́г (рос. Горный лагерь; Гірський табір) — Особливий табір № 2 (рос. Особлаг № 2) з центром у м. Норильськ Красноярського краю.

## Історія
Особливий табір № 2, (рос. Особлаг № 2), (адреса «п/я 384»), для політичних в'язнів був організований за Наказом № 00219 МВС від 28.02.1948 на базі табірних приміщень Норильлагу — Норильського ВТТ (виправно-трудового табору). Умовне найменування «Гірський» присвоєно пізніше, з 10.05.1948. Максимальне число ув'язнених в Горлагу вказано на 1 січня 1952 р. — 20 218 осіб, з них 2075 були засуджені до каторжних робіт (дані на 01.01.1954). Про співвідношення «особливого контингенту», засуджених за політичною  58 статтею КК і так званого «загального контингенту» (засуджених за іншими статтями Кримінального кодексу РРФСР  можна судити за даними за 01.02 .1953 — на 20082 політичних ув'язнених доводилося 63 «побутовиків».
Протягом 26 травня — 4 серпня 1953 р. в Горлагу тривало Норильське повстання, найтриваліше і наймасовіше у історії ГУЛАГу.
Горлаг закрито 25 червня 1954, і об'єднано з Норильским ВТТ. Горлаг не слід плутати з Норильлагом, який діяв паралельно. Якщо в першому, в основному, містилися політичні ув'язнені, то у другому — переважно «побутовики» або «кримінальники».

## Виконувані роботи
Видобуток руди в шахтах № 11, 13, 15, на рудниках № 1 і 7, в кар'єрах відкритих робіт № 1 і 2, будівництво мідеплавильного заводу, будівництво міста Норильська (будівельна контора «Міськбуд»), земляні роботи з будівництва доріг, обслуговування цегляних заводів № 2 і 3, цементного заводу, робота в кар'єрі з видобутку бутового каменю та глини. Робота на вугільних шахтах № 16-18, будівництво нових шахт (ділянка «Рудшахтстрой»), робота на заводі будівельних деталей, на механічному заводі, на залізничній базі Норильськпостачу Норильського комбінату.

## Начальники
- Гончаров Г. Я., полковник, з 27.04.1948 по 05.04.1949, з 30.07.1948 за сумісництвом заступник начальника  Норильського комбінату МВС.
- Колосков А. Г., майор, з 05.04.1949 по 03.04.1950.
- Звєрєв В. С., інженер-полковник, з 03.04.1950 по?, Залишався одночасно начальником  Норильського ВТТ і начальником  Норильського комбінату.
- Царьов В. С., генерал-майор, з 30.05.1953 по 17.04.1954.

## Українські в'язні
- Грицяк Євген Степанович
- Степан Семенюк
- Шумук Данило Лаврентійович
- Стрільців Василь Степанович